# Brigittenstraat
De Brigittenstraat is een straat in het centrum van de Nederlandse stad Utrecht.
De zo'n 200 meter lange Brigittenstraat loopt van de over de Nieuwegracht gelegen Brigittenbrug naar het Lepelenburg. De Brigittenstraat zou in het jaar 1366 door het kapittel van Oudmunster zijn aangelegd. De straatnaam is ontleend aan het verdwenen nabijgelegen Brigittenklooster. In de straat bevinden zich zo'n 16 monumentale huizen waaronder 14 rijksmonumenten. Het oudste rijksmonument in deze straat is het werk-wwonhuis op huisnummer 17, dat rond 1500 gebouwd werd. Vermoedelijk is het gebied in de late middeleeuwen bewoond geraakt. Hoe dan ook viel het in die periode onder Oudmunster en de inwoners lieten de stenen bestrating zelfstandig uitvoeren in de straat, dat laatste was destijds niet ongebruikelijk. De straat stond vroeger (ook wel) bekend als de Campstrate. Ook zou deze straat ´by den Wijngaerd´ zijn genoemd. ter hoogte van het klooster bevond zich het Convent van Onze Lieve Vrouw in den Wijngaert. Vandaag de dag kruisen de Oude Kamp en Nieuwe Kamp de Brigittenstraat halverwege.

## Fotogalerij

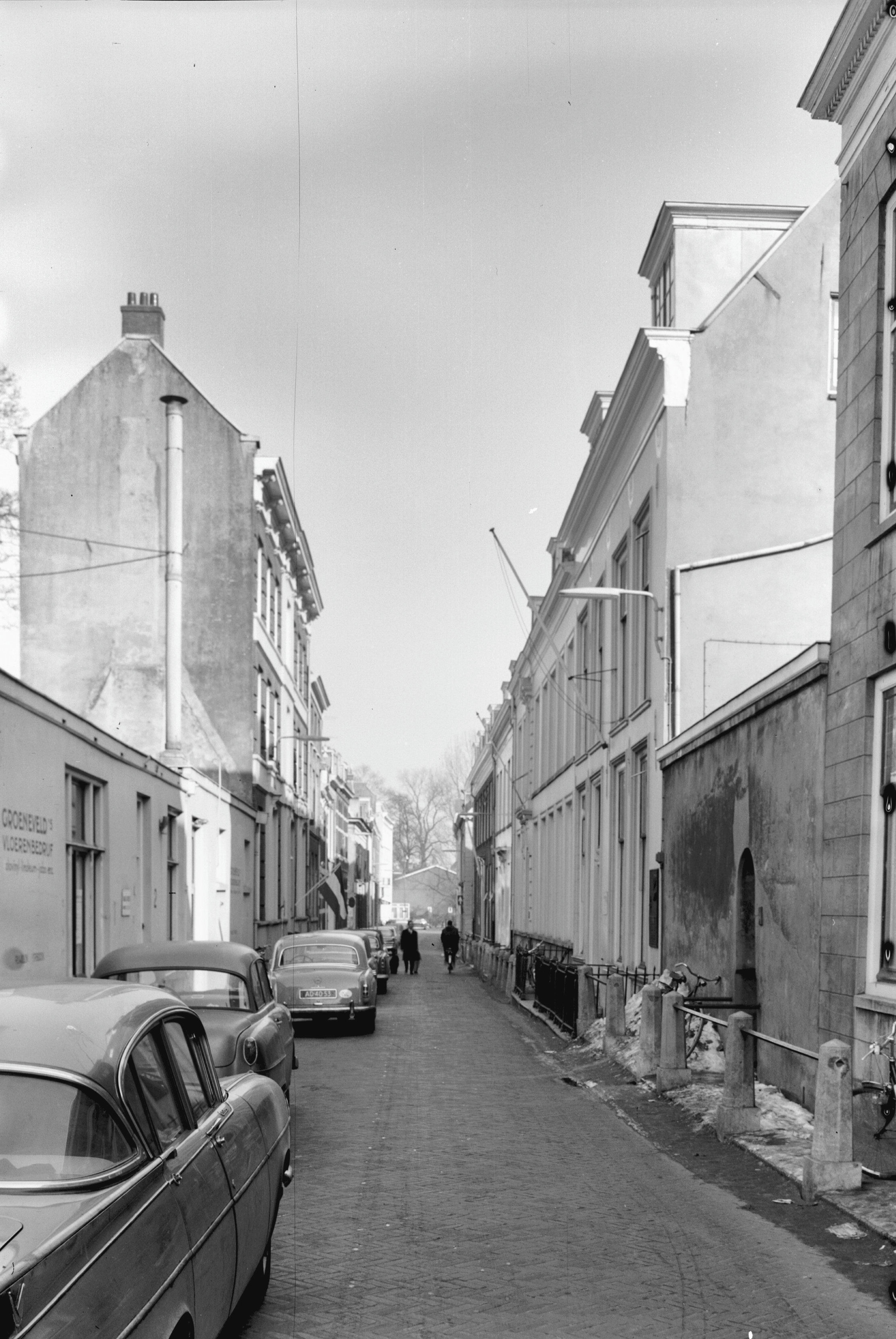
De straat in 1963
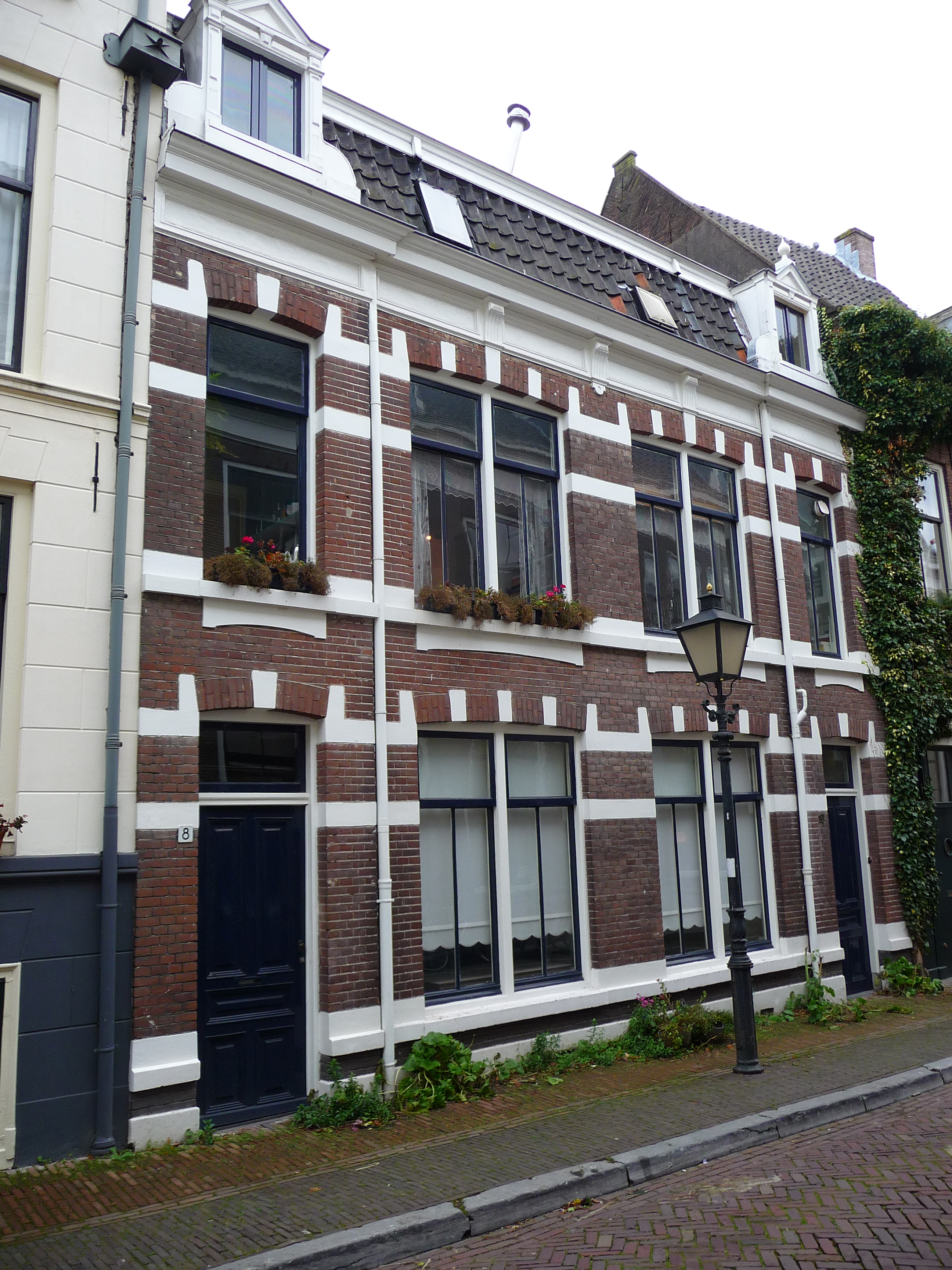
Brigittenstraat 8
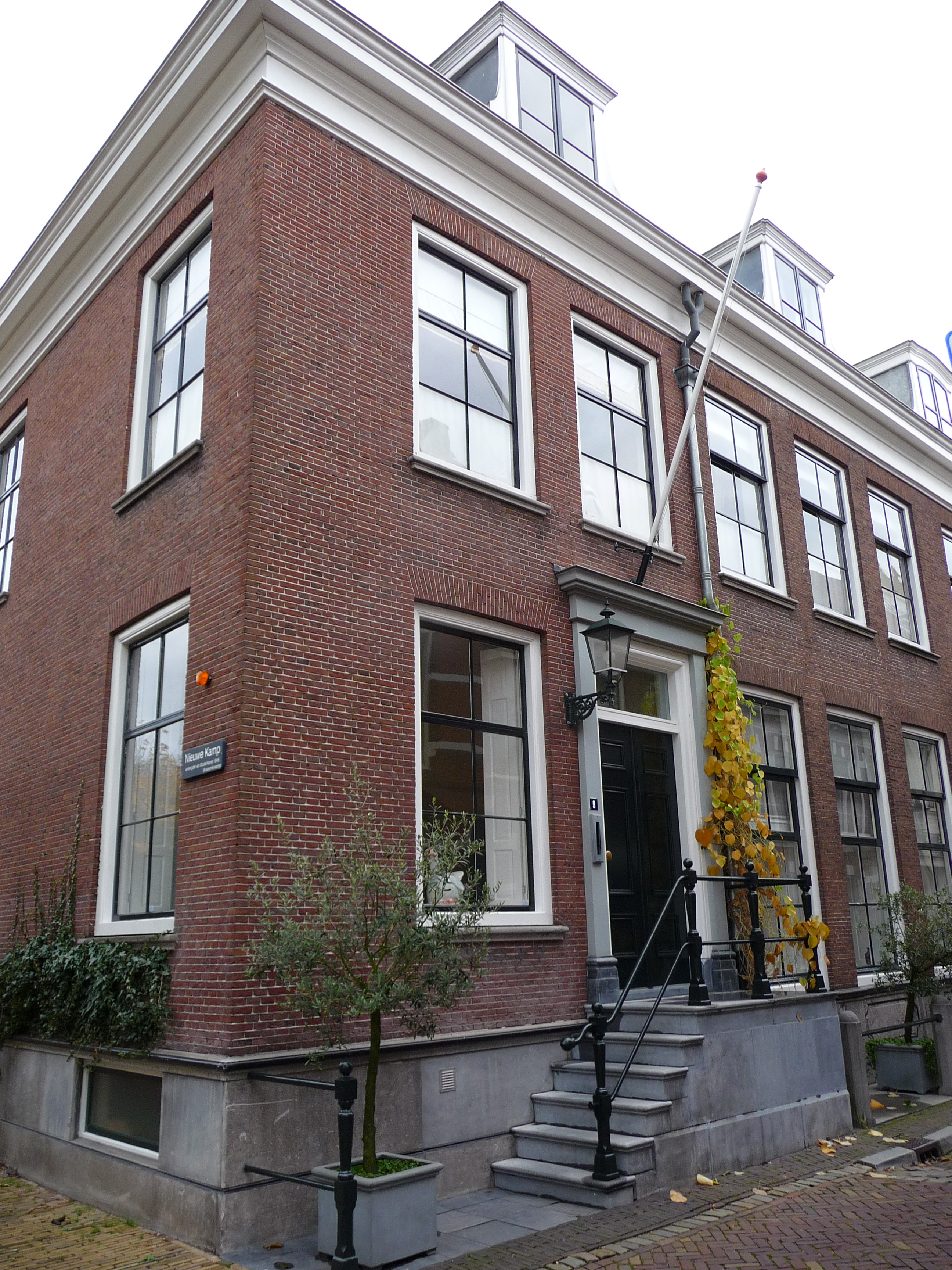
Brigittenstraat 9
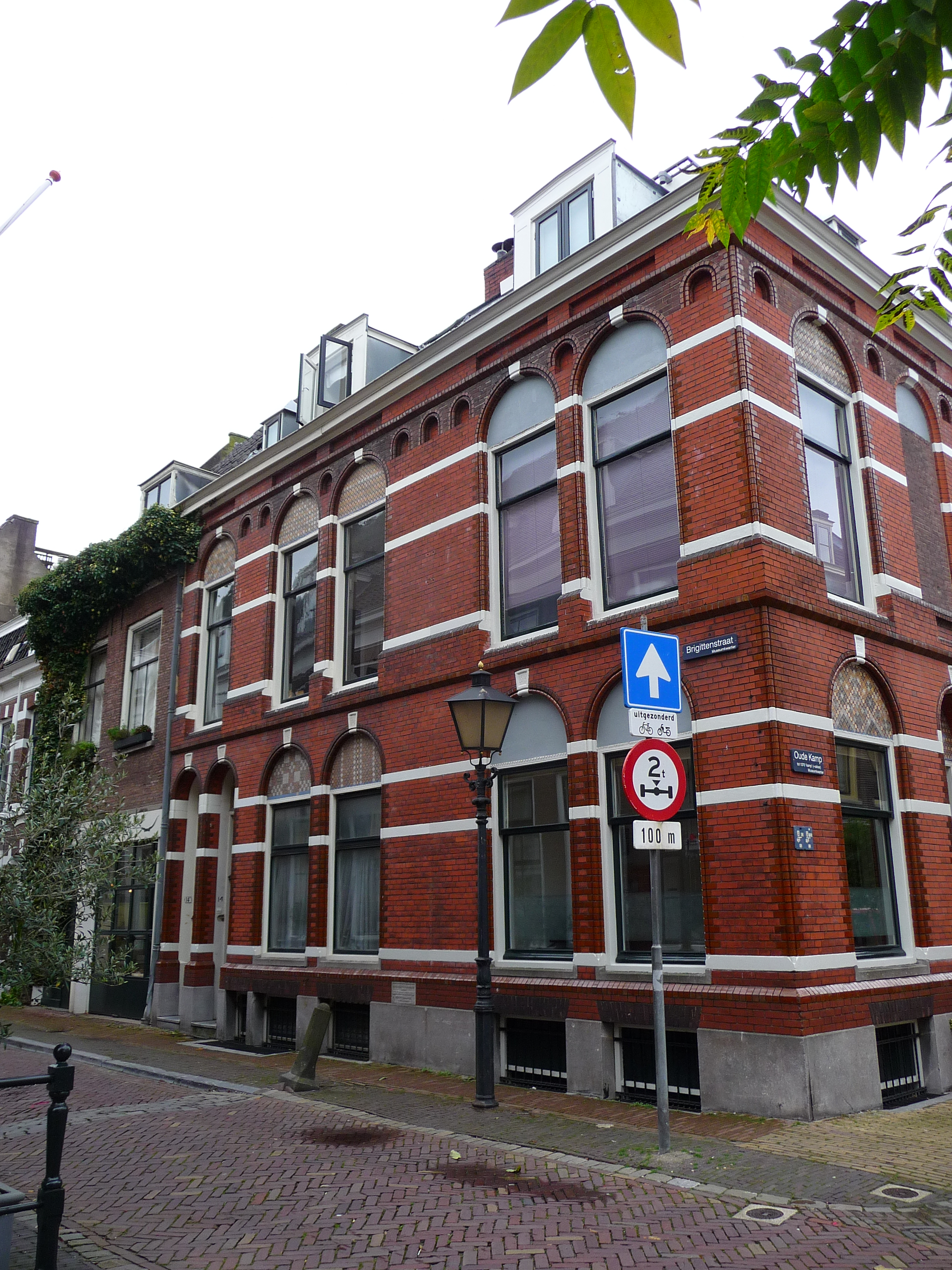
Brigittenstraat 14

3e Buurkerksteeg ·
A.B.C.-straat ·
Abraham Dolesteeg ·
Achter de Dom ·
Achter St.-Pieter ·
Agnietenstraat ·
Ambachtstraat ·
Annastraat ·
Bakkerstraat ·
Breedstraat ·
Boothstraat ·
Boterstraat ·
Brigittenstraat ·
Bijlhouwerstraat ·
Catharijnekade ·
Catharijnesingel ·
Choorstraat ·
Croeselaan ·
Domplein ·
Domstraat ·
Donkere Gaard ·
Donkerstraat ·
Dorstige Hartsteeg ·
Drakenburgstraat ·
Drieharingstraat ·
Drift ·
Eligenstraat ·
Ganzenmarkt ·
Geertekerkhof ·
Hamburgerstraat ·
Hamsteeg ·
Hanengeschrei ·
Hardebollenstraat ·
Haverstraat ·
Hekelsteeg ·
Herenstraat ·
Hoogt ·
Jaarbeursplein ·
Jacobsgasthuissteeg ·
Jacobijnenstraat ·
Jansdam ·
Janskerkhof ·
Jansveld ·
Jodenrijtje ·
Keistraat ·
Keizerstraat ·
Kintgenshaven ·
Kleine Slachtstraat ·
Korte Jansstraat ·
Korte Lauwerstraat ·
Korte Minrebroederstraat ·
Korte Nieuwstraat ·
Korte Smeestraat ·
Kromme Nieuwegracht ·
Lange Elisabethstraat ·
Lange Jansstraat ·
Lange Jufferstraat ·
Lange Lauwerstraat ·
Lange Nieuwstraat ·
Lange Smeestraat ·
Lange Viestraat ·
Lauwersteeg ·
Leidseveer ·
Lichte Gaard ·
Loeff Berchmakerstraat ·
Lucasbolwerk ·
Lijnmarkt ·
Mariahoek ·
Mariaplaats ·
Massegast ·
Minrebroederstraat ·
Moreelsepark ·
Muntstraat ·
Neude ·
Nicolaas Beetsstraat ·
Nieuwegracht ·
Nobeldwarsstraat ·
Nobelstraat ·
Oudegracht ·
Oudkerkhof ·
Paardenveld ·
Pieterskerkhof ·
Pieterstraat ·
Plompetorenbrug ·
Plompetorengracht ·
Potterstraat ·
Predikherenkerkhof ·
Predikherenstraat ·
Ridderschapstraat ·
Servetstraat ·
Slachtstraat ·
St.-Jacobsstraat ·
Springweg ·
Stadhuisbrug ·
Steenweg ·
Sterrenburg ·
Strosteeg ·
Telingstraat ·
Tolsteegbarrière ·
Tolsteegbrug ·
Trans ·
Twijnstraat en Twijnstraat aan de Werf ·
Van Asch van Wijckskade ·
Vinkenburgstraat ·
Vismarkt ·
Voetiusstraat ·
Voorstraat ·
Vredenburg ·
Waterstraat ·
Wed ·
Wittevrouwenstraat ·
Wijde Begijnestraat ·
Zadelstraat ·
Zakkendragerssteeg ·
Zuilenstraat ·
Zwaansteeg